# Fritz Hofmann
Fritz Hofmann (Roßleben, 19 de junho de 1871 - Berlim, 14 de julho de 1927) foi um atleta e ginasta alemão, que competiu em provas de atletismo e ginástica artística.
Em 1896, representou a Alemanha nos Jogos de Atenas na Grécia. Na ocasião, venceu as disputadas das provas coletivas da ginástica. Integrante da equipe alemã ao lado de Gustav Flatow, Alfred Flatow, Georg Hillmar, Konrad Böcker, Fritz Manteuffel, Karl Neukirch, Richard Röstel, Gustav Schuft, Carl Schuhmann e Hermann Weingärtner, foi medalhista de ouro nas barras paralelas e na barra horizontal. Individualmente, foi o terceiro colocado na escalada de corda. Nas mesma edição, disputou ainda a prova dos 100 metros rasos do atletismo, da qual saiu vice-campeão.